# Пърси Биш Шели
Пърси Биш Шели (на английски: Percy Bysshe Shelley) е английски поет, един от най-изтъкнатите представители на романтизма, наред с Джон Кийтс и Джордж Байрон. Той е смятан за един от най-добрите лирически поети, писали на английски език. Сред най-значимите му произведения са поемите Адонаис и Освободеният Прометей.
Ексцентричният живот на Шели и безкомпромисният му идеализъм го превръщат в широко известна и силно очерняна личност, още докато е жив. По-късно той става идол за следващите две или три поколения британски поети, сред които са викторианските автори Робърт Браунинг, Алфред Тенисън, Данте Габриел Росети и Алджърнън Чарлз Суинбърн, както и Уилям Бътлър Йейтс.
Втората му съпруга е известната писателка Мери Шели, автор на Франкенщайн.

## Биография

### Образование и първи творби
Пърси Биш Шели е син на Тимъти Шели, депутат в парламента от партията на вигите, по-късно втори баронет на Кесъл Горинг, и съпругата му Елизабет Пилфолд. Той израства в Съсекс и получава първоначалното си образование у дома. През 1802 постъпва в училище в Брентфорд, а през 1804 – в Итънския колеж.
През 1810 Шели постъпва в Оксфордския университет. По това време публикува първата си книга, готическия роман „Zastrozzi“ („Застроци“; 1810), както и „Original Poetry by Victor and Cazire“ в съавторство със сестра си Елизабет. През същата година публикува и привидно пародийната стихосбирка „Posthumous Fragments of Margaret Nicholson“, може би в съавторство със състудента си Томас Джеферсън Хог.
През 1811 Шели разпространява памфлета „The Necessity of Atheism“, който привлича вниманието на университетската администрация (по това време университетът е с религиозна насоченост и атеисти не са били допускани). Отказът му да се яви пред служителите на училището довежда до изключването му, заедно с Хог, на 25 март 1811. Той получава възможност да се върне, след намесата на баща му, при условие че се отрече от обявените си възгледи, но отказва, което довежда до скъсване на отношенията с баща му.

### Брачен живот
Четири месеца след изгонването си от университета, 19-годишният Шели заминава за Шотландия с 16-годишната ученичка Хариет Уестбрук, дъщеря на Джон Уестбрук, собственик на кафене в Лондон. Семейство Уестбрук привидно осъждат бягството, но тайно поощряват връзката на дъщеря си с бъдещия баронет. След женитбата им на 28 август 1811, Шели кани състудента си Хог да гостува в дома им, но го отпраща, когато последният започва да досажда на Хариет. Заедно с тях по настояване на съпругата му живее и по-голямата ѝ сестра Елизабет Уестбрук. Бащата на Шели не одобрява неравния брак и спира издръжката му. През този период Шели посещава Езерната област, където има намерение да пише. Малко по-късно заминават за Дъблин, където Шели пише радикални политически памфлети, призоваващи за автономия на Ирландия, свобода на мисълта и политически права за католиците.
През следващите две години Шели пише и през 1813 публикува „Queen Mab“ („Кралица Маб“), утопична поема, пропита с радикалната философия на Уилям Годуин. По това време Шели, все по-недоволен от почти тригодишния си брак и особено от влиянието на балдъзата си, започва да търси по-подходяща интелектуална среда, като често оставя жена си и двете си деца сами. Хариет и Елизабет се местят при родителите си. Шели започва да учи италиански и да посещава дома и книжарницата на Годуин в Лондон. От два брака Годуин има три добре образовани дъщери – Фани Имли и Мери от първата му съпруга, феминистката Мери Уолстънкрафт и Клеър Клеърмонт. Клеър, която наричали като дете Джейн, е извънбрачно дете на Мери Джейн Клеърмонт, втората съпруга на Уилям Годуин. Когато Пърси Шели се запознава със семейството, Мери учи в Шотландия. След като тя се завръща в Лондон, Шели лудо се влюбва в нея.
През юли 1814 Шели изоставя жена си и децата си окончателно и отново заминава, този път с двете 16-годишни момичета – Мери Годуин и доведената ѝ сестра Джейн Клеърмонт (по-късно сменила името си на Клеър Клеърмонт). Тримата заминават за Европа, пътуват пеш през Франция, четейки на глас произведенията на Русо, Шекспир и Мери Уолстънкрафт и стигат до Швейцария. След шест седмици, разорени и обзети от носталгия, те се завръщат в Англия. Там разбират, че Годуин, някогашният привърженик на свободната любов, не одобрява връзката и отказва да разговаря с Мери и Шели.
През есента на 1815, живеейки близо до Лондон с Мери Годуин и укривайки се от кредиторите, Шели завършва алегорията Alastor, or The Spirit of Solitude (Аластор или духът на Самотата). По това време тя не привлича особено внимание, но по-късно е приета за първата му значима поема. През този период от творчеството си Шели е силно повлиян от Уилям Уърдзуърт.

### Запознанство с Байрон
През лятото на 1816 Шели и Мери Годуин за втори път пътуват до Швейцария. Те са поканени от Клеър Клеърмонт, която малко по-рано е започнала връзка с Джордж Байрон. Байрон и Шели наемат съседни къщи на брега на Женевското езеро. Редовните разговори с Байрон оживяват поетическата дейност на Шели. Пътуване с лодка, което двамата предприемат, го вдъхновява да напише „Hymn to Intellectual Beauty“, първото му значимо произведение след „Alastor“. Едно пътуване до Шамони във Френските Алпи вдъхновява поемата „Mont Blanc“, в която се повдигат въпроси за историческата предопределеност (детерминизъм) и взаимоотношенията между човешкия разум и природата.
От друга страна Шели също повлиява върху поезията на Байрон. Това ново влияние се проявява в третата част на „Странстванията на Чайлд Харолд“, върху която работи Байрон, както и в „Манфред“, която започва по-късно през есента. По същото време Мери започва да пише „Франкенщайн“. В края на лятото Шели, Мери и Клеър се връщат в Англия, като Клеър е бременна от Байрон.

### Лични трагедии и втори брак
Завръщането в Англия е помрачено от поредица трагични събития. Фани Имли, полусестра на Мери Годуин, се самоубива в края на есента. През декември бременната Хариет, изоставената съпруга на Шели, също се самоубива, като се удавя в Хайд Парк в Лондон. На 30 декември 1816, няколко седмици по-късно, Пърси Биш Шели и Мери Годуин се женят. До известна степен целта на брака е да се осигури на Шели попечителството на децата му от Хариет, но въпреки това те са дадени от съда на приемни родители.
Двамата се заселват в Марлоу, градче в Бъкингамшър, където живее писателят и приятел на Шели Томас Лъв Пийкок. Шели се включва в литературния кръг на Лей Хънт и по това време се запознава с Джон Кийтс. Главното му произведение от този период е „Laon and Cythna“, дълга поема, нападаща религията и описваща кръвосмесителна връзка. Тя бързо е изтеглена от продажба, редактирана е и е издадена отново, под заглавието „The Revolt of Islam“ („Бунтът на исляма“; 1818). Шели пише и два революционни политически трактата под псевдонима Отшелникът от Марлоу.

### Пътувания в Италия
В началото на 1818 Пърси и Мери Шели напускат Англия, заедно с Клеър Клеърмонт, за да отведат дъщерята на Клеър при нейния баща Байрон, който пребивава във Венеция. И отново срещата с по-възрастния и по-известен поет окуражава Шели да пише. В края на годината той пише „Julian and Maddalo“, леко замаскирано описание на пътуванията му с лодка и разговорите му с Байрон във Венеция, завършващо с посещение на лудница. Тази поема отбелязва появата на „градския стил“ на Шели.
След това той започва дългата си драма в стихове „Prometheus Unbound“ („Освободеният Прометей“), описваща говорещи планини и демон, който сваля Зевс от трона му. През 1818 – 19 семейството загубва две деца – синът Уил умира в Рим, а малката му дъщеря Клара – по време на поредното преместване. Единственото оживяло дете е Пърси Флорънс, роден във Флоренция в края на 1819 г.
През тези години семейството се мести в различни градове на Италия. „Освободеният Прометей“ е завършена в Рим, след което през лятото на 1819 Шели пише трагедията „The Cenci“ („Ченчи“) в Ливорно. През същата година, подтикнат и от кръвопролитието в Манчестър при разтурянето на един митинг с оръжие от полицията (иронично наречено Питърлу по подобие на Уотърлу на английски: Waterloo), той пише най-известните си политически поеми („The Masque of Anarchy“, „Men of England“, „The Witch of Atlas“), както и есето „The Philosophical View of Reform“, най-пълното изложение на политическите му възгледи. През 1821, вдъхновен от смъртта на Джон Кийтс, пише елегията „Adonais“ („Адонаис“).
През 1822 Шели урежда идването в Италия на Лий Хънт, британски поет и издател и един от основните му поддръжници в Англия. Намерението му е тримата: той, Байрон и Хънт, да създадат списание, наречено „The Liberal“, което да разпространява спорните им текстове и да служи за противотежест на консервативни издания, като „Blackwood's Magazine“ и „The Quarterly Review“.

### Смърт
На 8 юли 1822, по-малко от месец преди да навърши тридесет, Шели тръгва по море с шхуната си „Дон Жуан“ от Ливорно за Леричи. Корабът, построен специално за него в Генуа, попада във внезапна буря и потъва. На борда освен Шели има още двама души, всички загиват.
Тялото на Шели е изхвърлено на брега, след което е кремирано на плажа край Виареджо. Сърцето му е извадено от погребалната клада и се пази от Мери Шели до смъртта ѝ, а останалите останки са погребани в Протестантското гробище в Рим.

## Основни произведения
- (1810) „Zastrozzi“ („Застроци“)
- (1811) „The Necessity of Atheism“ („Необходимостта от атеизъм“)
- (1813) „Queen Mab“ („Кралица Маб“)
- (1815) „Alastor, or The Spirit of Solitude“ („Аластор“)
- (1817) „Hymn to Intellectual Beauty“ („Химн за вътрешната красота“)
- (1818) „The Revolt of Islam“  Архив на оригинала от 2004-09-20 в Wayback Machine. („Бунтът на исляма“)
- (1818) „Ozymandias“  Архив на оригинала от 2004-09-20 в Wayback Machine. („Озимандий“)
- (1819) „The Cenci“ („Ченчи“)
- (1819) „Ode to the West Wind“  Архив на оригинала от 2004-09-20 в Wayback Machine.(„Ода за западния вятър“)
- (1819) „The Masque of Anarchy“ („Маската на анархията“)
- (1819) „Men of England“ („Английски мъже“)
- (1819) „The Witch of Atlas“ („Атлас“)
- (1820) „Prometheus Unbound“ („Освободеният Прометей“)
- (1820) „To a Skylark“ („На една чучулига“)
- (1821) „Adonais“ („Адонаис“)
- (1824) „The Triumph of Life“ („Триумфът на живота“)